# 소련의 만주 점령
소련의 만주 점령은 1945년 8월부터 1946년 5월까지 이어진 소련의 만주 통치기를 의미한다.

## 배경
1945년 2월 11일, 빅3(루즈벨트, 처칠, 스탈린)는 얄타협정에 서명했다. 얄타 협정은 전후 만주에서 소련에 영토를 양보하고 영향력을 인정하는 대가로 독일이 항복한 후 3개월 이내에 소련이 대일전에 참전할 것을 의무화했다.
1945년 8월 9일, 스탈린은 테헤란 회담의 조건에 따라 만주국 침공을 명령했고, 소련군은 대규모 부대를 이끌고 대일전에 참전했다. 붉은 군대는 일본군의 분산된 저항을 격퇴하고 만주로 진격해 몽강(내몽골), 사할린 남부, 한반도 북부 등을 점령했다. 1945년 8월 15일 일본군이 항복한 원인에는 미군의 히로시마 및 나가사키 원폭 투하 뿐만 아니라 소련군의 관동군 격파도 있었다.

## 통치
1945년 8월 14일 체결된 중소우호동맹조약에 따라 소련은 만주 지역을 중화민국 측에 반환해야 했다. 하지만 소련군은 일본과의 전쟁 이후 점령한 지역을 군 점령지로 통치했으며, 1946년 5월까지 만주에 주둔했다. 1945년 9월부터는 팔로군이 둥베이에 진출해 소련군과 협력하기 시작했다. 1945년 8월 소련은 만주에 입성했고, 뒤이어 소련군은 만주를 통치하기 시작했다. 소련군은 둥베이에 있는 동안 심각한 군기 문제를 안고 있었는데, 붉은 군대 병사들은 패전한 일본인을 약탈 폭행하고, 일본 전쟁 포로들과 일본 교민들을 학살하였으며, 일본으로 철수할 겨를이 없었던 많은 일본 교민들은 소련군에 의해 학살되었다. 현지의 중국인들에 대해서도 소련군 병사들은 백주 대낮에 오가는 중국 행인들을 약탈하였는데, 소련군은 임의로 개인 건축물에 들어가 총칼로 위협하여 물건을 강탈하거나 부녀자를 강간한 뒤 사살하였다. 소련 측은 외교 의례에도 불구하고 둥베이 각 도시에 소련 지도자의 초상화를 내걸도록 하고, 광장에 소련군을 강제로 주둔시켰고 이 때문에 점령지를 통제하고 치안을 유지하려는 팔로군과 붉은 군대 사이에 교전 충돌까지 일어났다. 소련 점령 정부는 1945년 8월 체결한 소련-중국 조약으로 중국 내정에 대한 간섭을 직접 금지하는 등 난처한 상황에 처했다. 그래서 장제스와 A. G. 크라브첸코 대령의 협상 과정에서 중국군을 제8군이 아닌 '북부인민자치군'(중국어: 北部人民自治军)으로 부르기로 합의했고, 이를 통해 소련군 사령부는 자신들이 지역 민병대인 것처럼 가장할 수 있게 되었다. 또한 소련 당국이 위치한 상황이 복잡하다는 점을 감안해 중국 공산당은 소련 점령군이 위치한 도시들에 대한 통제권을 주장하지 않기로 합의하고, 소규모의 군청과 농촌 지역에서 민중자치를 조직하기 시작했다.

## 같이 보기
- 소련-일본 전쟁
- 만주국